# L'Adieu au roi (film)
Pour plus de détails, voir Fiche technique et Distribution.
L'Adieu au roi (Farewell to the King) est un film d'aventures américain réalisé par John Milius et sorti en 1989. Il s'agit d'une adaptation cinématographique du roman du même nom de Pierre Schoendoerffer.

## Synopsis
Pendant la guerre du Pacifique, en 1942, deux officiers anglais sont parachutés dans la jungle de Bornéo. Ils sont chargés d'obtenir l'aide de tribus indigènes dans le conflit qui les oppose à l'armée japonaise. Ils sont capturés par une tribu de chasseurs de têtes Dayaks puis conduits à leur chef. Ils découvrent avec stupeur que le chef n'est autre qu'un soldat américain nommé Learoyd. Ce dernier a déserté l'armée et s'est proclamé roi de la tribu. Une amitié naît entre ces hommes mais l'attaque des Japonais va amener la tribu à combattre pour sa survie.

## Fiche technique
Sauf indication contraire, les informations mentionnées dans cette section peuvent être confirmées par la base de données cinématographiques IMDb,  présente dans la section « Liens externes ».
- Tire original : Farewell to the King
- Titre français : L'Adieu au roi
- Réalisation : John Milius
- Scénario : John Milius, d'après le roman L'Adieu au roi de Pierre Schoendoerffer
- Musique : Basil Poledouris
- Directeur de la photographie : Dean Semler
- Montage : Anne V. Coates et Carroll Timothy O'Meara
- Production : Albert S. Ruddy, André Morgan
- Sociétés de production : The Ruddy Morgan Organization, Cine Location Services, David Hannay Productions, Film Plan Financing Number 1 avec la participation de Southeast Asia Film Location Services Sdn. Bhd.
- Distribution : Orion Pictures (Etats-Unis)
- Genre : aventures, drame, action
- Pays de production :  États-Unis
- Langue originale : anglais
- Durée : 112 minutes
- Dates de sortie :
  - États-Unis : 3 mars 1989
  - France : 1er février 1989
- Affiche : Jouineau Bourduge (France)

## Distribution
- Nick Nolte (VF : Alain Dorval) : Learoyd
- Nigel Havers (VF : Patrick Poivey) : le capitaine Nigel Fairbourne
- Frank McRae (VF : Med Hondo) : le sergent Lionel Tenga Moradio
- Marius Weyers : le sergent-chef Conklin
- William Wise : « Dynamite » Dave
- Gerry López : Gwai
- Marilyn Toguda : Yoo
- James Fox : le colonel Ferguson
- Elan Oberon : Vivienne
- John Bennett Perry : le général Douglas MacArthur
- Michael Nissman : le général Richard Sutherland
- Wayne Pygram : Bren Armstrong
- Richard Morgan : Strech Lewis
- Aki Aleong : le colonel Mitamura

## Production

### Genèse et développement
Le scénario est inspiré du roman L'Adieu au roi de Pierre Schoendoerffer, publié en 1969. En 1972, l'auteur-réalisateur français avait tenté d'adapter lui-même son propre roman, avec Donald Sutherland en tête d'affiche et produit par Robert Dorfman.
John Milius annonce le projet dès 1984, alors qu'il travaille sur L'Aube rouge. C'est un projet qui lui tient beaucoup à cœur. Il avoue que le roman brasse certains thèmes qu'il affectionne et qui lui rappellent des œuvres comme L'Homme qui voulut être roi de Rudyard Kipling, Au cœur des ténèbres de Joseph Conrad ou encore le film Retour au paradis de Mark Robson.
John Milius change quelques éléments du roman. Le personnage de Learoyd s'inspire de James Brooke, aventurier britannique devenu le premier raja blanc du royaume de Sarawak.
Grand passionné de surf, John Milius offre ici un rôle à Gerry López, surfeur emblématique des années 1970.

### Tournage
Le tournage a lieu à Bornéo (Bau, Kuching, Sarawak) et Hawaï,
,.

### Postproduction
Selon John Milius, le film aurait été son meilleur film s'il n'avait pas été mis complètement « en morceaux » par les producteurs du studio. Parmi les coupures dont s'est plaint le réalisateur-scénariste, un passage où Learoyd envisageait d'unifier les tribus Dayak en suscitant une grève du sexe par les femmes :

« [Le film] fut saboté. Comme d'habitude, j'ai eu des bâtons dans les roues, mais avec le temps, ce film apparaît comme un de mes meilleurs. D'une certaine façon – je ne sais pas comment –, je pense que ce film est plus sensuel que tout ce que j'ai fait depuis Big Wednesday... Les producteurs – Al Ruddy et Andre Morgan –, qui sont maintenant des amis, ont été trompés par les responsables d'Orion. Ces derniers ont à l'époque divisé pour mieux régner et nous ont montés les uns contre les autres. Ils [Ruddy et Morgan] auraient adoré remonter le film comme ils le souhaitaient... On aurait tous adoré le remonter et le sortir. »

Mike Medavoy, l'ancien agent de Milius qui dirigeait Orion Pictures à cette époque, écrivit en 2002 que :

« Malheureusement, divers événements empêchèrent L'Adieu au roi d'être un succès. Il y avait ces discussions interminables entre Al et John, et entre John et nous au sujet du montage du film. John m'en voulut pendant des années, mais nous sommes de nouveau des amis proches. À la fin, le film ne marchait tout simplement pas. Peut-être le public n'était-il pas non plus prêt à voir un soldat blanc qui devenait roi d'une tribu indigène de Bornéo. C'est un de ces films d'Orion qui ne rapporta pas d'argent, mais dont nous sommes rétrospectivement tous fiers de l'avoir fait. »

## Accueil
Sur l'agrégateur américain Rotten Tomatoes, le film récolte 55 % d'opinions favorables pour 11 critiques et une note moyenne de 5,5⁄10.
Le célèbre critique du Chicago Sun-Times Roger Ebert donna au film 3 étoiles sur 4. Il apprécie particulièrement la prestation de Nicl Nolte et sa capacité d'habiter le rôle plutôt que de simplement le jouer.
Le film est une déception au box-office. Il n'enregistre que 2 420 917 $ de recettes aux États-Unis

## Commentaire
Le réalisateur John Milius est aussi connu pour avoir coécrit Apocalypse Now (1979) de Francis Ford Coppola. Les thématiques des deux films paraissent proches, et le récit de Pierre Schoendoerffer peut expliquer comment celui de Joseph Conrad a pu être transposé dans le contexte d'une guerre moderne,. Le personnage incarné par Nick Nolte rappelle également Kurtz, campé par Marlon Brando dans le film de Francis Ford Coppola.